# Ràtio financera
Una ràtio financera és una taxa (matemàtica) que expressa la relació entre dos valors numèrics presos dels estats financers d'una empresa. Sovint utilitzades en comptabilitat financera, hi ha moltes ràtios estàndard que s'utilitzen per a avaluar la situació financera d'una empresa. Les ràtios financeres poden ser usades pels gerents d'una empresa, pels actuals o potencials accionistes (propietaris) d'una empresa, i per les entitats financeres. Els analistes financers usen les ràtios financeres per comprar la fortalesa o debilitat en diverses empreses.
Les ràtios poden ser expressades com un valor decimal, com 0.10, o donades en valor percentual equivalent, com 10%. Algunes ràtios són habitualment donades en percentatges, especialment les ràtios que normalment o sempre tenen un valor inferior a 1, mentre que d'altres són normalment donades com xifres decimals, especialment aquelles que són superiors a 1, per exemple la P/E ràtio.
Hi ha diferents criteris per classificar les ràtios financeres. Una possible classificació seria la següent:
- Ràtios d'endeutament. Serveixen per analitzar el nivell i la composició del deute de l'empresa. Són:

1. Ràtio d'endeutament. Indica la proporció que representa el deute en el total del passiu de l'empresa.
2. Ràtio de qualitat del deute. Indica la proporció del deute a curt termini sobre el total del deute de l'empresa.

- Ràtios d'equilibri financer. Estudien la capacitat de l'empresa per fer front als seus deutes. Són:

1. Ràtio de garantia o solvència. Indica la garantia que ofereix l'empresa a tercers.
2. Ràtio de liquiditat. Recull el concepte de fons de maniobra.
3. Ràtio de tresoreria. Indica la capacitat que té l'empresa per fer front als seus deutes sense comptar amb la venda de les seves existències.
4. Ràtio de disponibilitat. Indica la proporció de deutes a curt termini que poden ser liquidats amb els comptes de tresoreria.

| Nom de la ràtio      | Fórmula | Valor òptim orientatiu                                   |
| Endeutament          | {\displaystyle {\frac {Passiu\ no\ corrent+Passiu\ corrent}{Patrimoni\ net+Passiu\ no\ corrent+Passiu\ corrent}}} | 0,5                                                      |
| Qualitat del deute   | {\displaystyle {\frac {Passiu\ corrent}{Passiu\ no\ corrent\ +\ Passiu\ corrent}}}                                | 0,2-0,5 (com més s'apropi a 1, menys qualitat del deute) |
| Garantia o solvència | {\displaystyle {\frac {Actiu}{Passiu\ no\ corrent\ +\ Passiu\ corrent}}}                                          | 1,7 - 2                                                  |
| Liquiditat           | {\displaystyle {\frac {Actiu\ corrent}{Passiu\ corrent}}}                                                         | 1,5 - 1,8                                                |
| Tresoreria           | {\displaystyle {\frac {Realitzable\ +\ Disponible}{Passiu\ corrent}}}                                             | 0,8 - 1,2                                                |
| Disponibilitat       | {\displaystyle {\frac {Disponible}{Passiu\ corrent}}}                                                             | 0,3 - 0,4                                                |
| -------------------- | --- | -------------------------------------------------------- |

Nota: els valors òptims són orientatius. En qualsevol cas, s'hauran de tenir en compte factors com el sector en el qual es troba l'empresa, valors d'exercicis anteriors o la conjuntura econòmica.